# 中国四千年料理ショー
『中国四千年料理ショー』（ちゅうごくよんせんねんりょうり- ）は、2002年10月から11月にNHK衛星第2テレビとNHK総合テレビで放送された全4回のバラエティ番組（料理番組）である。

## 概説
中国四千年の古典料理を題材にした料理エンターテインメントであり、料理と進行役は金萬福が行った。番組の構成的にはかつて一世風靡した伝説の料理番組『世界の料理ショー』をモチーフにしており、金の声を新シリーズでグラハム・カーを吹き替えた池田勝、料理の神様的存在（天の声）を旧シリーズでグラハムを吹き替えた黒沢良が行い、料理ショーへのリスペクトかつオマージュを捧げた内容的なものになった。

## 内容
中国四千年の長い歴史の中でも重要な時代に存在した料理を再現する内容で、南北朝、南宋、元の時代、清の時代とテーマを分け、その時代に使われていた食材や器材など文献を元に再現する。その際に料理の神様的存在として李（兵馬俑として登場し）が天の声として料理人の金に指示していくというもの。金と李・兵馬俑とのやり取りもユーモラスに描かれた。

## 文献・題材
- 斉民要術
- 山家清供
- 居家必要事類全集
- 随園食単

## タイトル
- 南北朝：羹ニ懲リテ膾ヲ吹ク
- 南宋：文人ハ清供ヲ好ム
- 羊ノ肺ハ見ル、草原ノ夢
- 清：美食家ノ食単、炎ノ如シ